# Fresney
Fresney é uma comuna francesa na região administrativa da Normandia, no departamento de Eure. Estende-se por uma área de 6,42 km². Em 2010 a comuna tinha 352 habitantes (densidade: 54,8 hab./km²).